# فهرست افراد بر روی سکه‌های ارمنستان
این فهرستی از شخصیت‌های برجسته، اشخاص اساطیری و خدایان که بر روی سکه‌های ارمنستان نقش بسته است.

## دودمان آرتاشسی
| نام          | سال                               | Denomination | توضیحات ویژه            |
| ------------ | --------------------------------- | ------------ | ----------------------- |
| تیگران دوم   | ۹۵ پیش از میلاد - ۵۵ پیش از میلاد | سکه نقره     | نیمرخ پادشاه بر روی سکه |
| آرتاوازد دوم | ۵۵ پیش از میلاد - ۳۴ پیش از میلاد | سکه نقره     | نیمرخ پادشاه بر روی سکه |

## پادشاهی ارمنی کیلیکیه

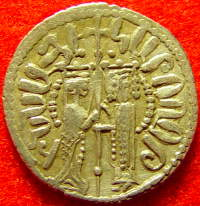
سکه هتوم یکم و زابل

| نام           | سال       | Denomination | توضیحات ویژه                        |
| ------------- | --------- | ------------ | ----------------------------------- |
| لوون یکم      | ۱۱۲۹–۱۱۳۷ | درام         | شاهزاده پادشاه تصویر پادشاه روی سکه |
| ملکه زابل     | ۱۲۱۹–۱۲۵۲ | درام         |                                     |
| هتوم یکم      | ۱۲۲۶–۱۲۶۹ | درام         | تصویر پادشاه روی سکه                |
| هتوم دوم      | ۱۲۸۹–۱۲۹۶ | درام         | تصویر پادشاه روی سکه                |
| کنستانتین سوم | ۱۳۴۵–۱۳۶۳ | درام         | تصویر پادشاه روی سکه                |

## جمهوری ارمنستان

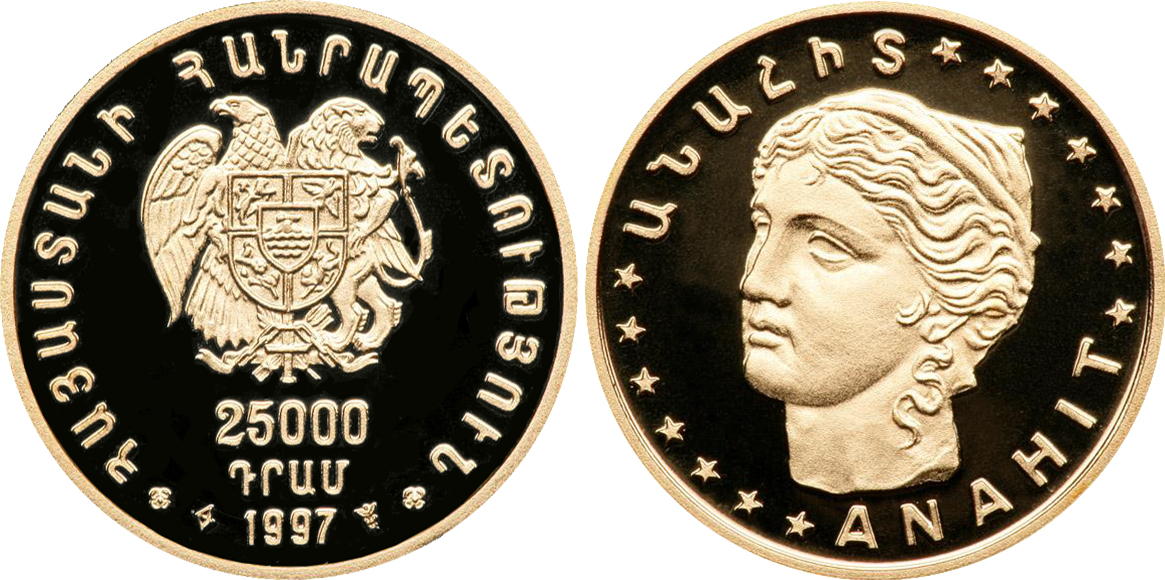
الهه ارمنستان باستان بر روی نقش سکته طلا نوین نقش بسته است

| نام                          | سال  | Denomination | توضیحات ویژه                                               |
| ---------------------------- | ---- | ------------ | ---------------------------------------------------------- |
| آناهید (اساطیر ارمنی)        | ۱۹۹۷ | ۲۵ ۰۰۰ درام  | سکه طلا                                                    |
| ویلیام سارویان               | ۲۰۰۸ | ۱۰ ۰۰۰ درام  | سکه طلا، ۱۰۰مین سالروز تولد ویلیام سارویان                 |
| مارشال ایوان باقرامیان       | ۱۹۹۷ | ۱۰۰ درام     | ۱۰۰مین سالروز تولد مارشال باقرامیان                        |
| مریم                         | ۱۹۹۵ | ۱۰۰ درام     | پنجاهمین سالگرد سازمان ملل؛ مریم مقدس از یک نسخه خطی قدیمی |
| یقیشه چارنتس، شاعر ارمنستانی | ۱۹۹۷ | ۱۰۰ درام     | ۱۰۰مین سالروز تولد یقیشه چارنتس                            |
| داوید ساسونی                 | ۱۹۹۴ | ۲۵ درام      | مجسمه یادبود داوید ساسونی در ایروان                        |